# 社長太平記
『社長太平記』（しゃちょうたいへいき）は、1959年1月3日に公開された『社長シリーズ』第6作の映画。製作、配給は東宝。モノクロ、東宝スコープ。

## 解説
シリーズのメイン監督となった松林宗恵の3作目であるが、興味が持てずに本作で一旦シリーズを降板した。そのため、『続・社長太平記』は青柳信雄が監督を務め、主要スタッフも交代している。本作で森繁は婦人下着メーカーの社長を演じている。

## あらすじ
錨商事は女性下着メーカーである。牧田社長（森繁久彌）は関西のライバルメーカー・さくら商会の東京進出をめぐって大福デパートへの納品でしのぎを削っているが、営業部長（三木のり平）では埒があかないため大森専務（小林桂樹）に任せることにする。独身の大森専務は密かに庶務課長・朝比奈（加東大介）の娘（団令子）に心を寄せている。朝比奈は戦時中に海軍の巡洋艦艦長で大森は兵曹で牧田は一兵卒の間柄であったので、三人はねじれたややこしい関係であった。そんな中、工場が火事で消失するという出来事が起こるのだった。

## スタッフ
- 監督：松林宗恵
- 製作：藤本真澄
- 脚本：笠原良三
- 音楽：宅孝二
- 撮影：玉井正夫
- 美術：小川一男
- 録音：藤好昌生
- 照明：石井長四郎
- 編集：大井英史
- チーフ助監督：古澤憲吾
- 整音：宮崎正信

## キャスト
- 牧田庄太郎：森繁久彌
- 大森雄吉：小林桂樹
- 朝日奈剛之助：加東大介
- 岩子：三好栄子
- 牧田登代子：久慈あさみ
- 大森たま：英百合子
- 朝日奈てつ子：団令子
- お桂：藤間紫
- くま子：淡路恵子
- 和枝：水野久美
- 小竹まろみ：笹るみ子
- 中村：久保明
- 間：有島一郎
- 雨川：三木のり平
- 本多：佐田豊
- 大山：山茶花究
- 西の家の女中：三輪栄子
- マサ子：上野明美
- トリ子：園田あゆみ
- 踊り子：ジプシー・ローズ

## 補足
- 冒頭、牧田社長の軍隊時代の夢のシーンには、監督助手の古澤が好む「軍艦行進曲」がBGMとして使われている。
- 本作での小林桂樹は坊主頭になっているが、これは前年（1958年）公開の主演作『裸の大将』（監督：堀川弘通）で山下清を演ずるために坊主頭になったため。なお、『裸の大将』より前に公開された小林の主演作『続々サラリーマン出世太閤記』（監督：筧正典）でも、「仕事に失敗して心機一転」と理由で、小林は坊主頭になっている。

## 同時上映
『隠し砦の三悪人』